# Expo 58

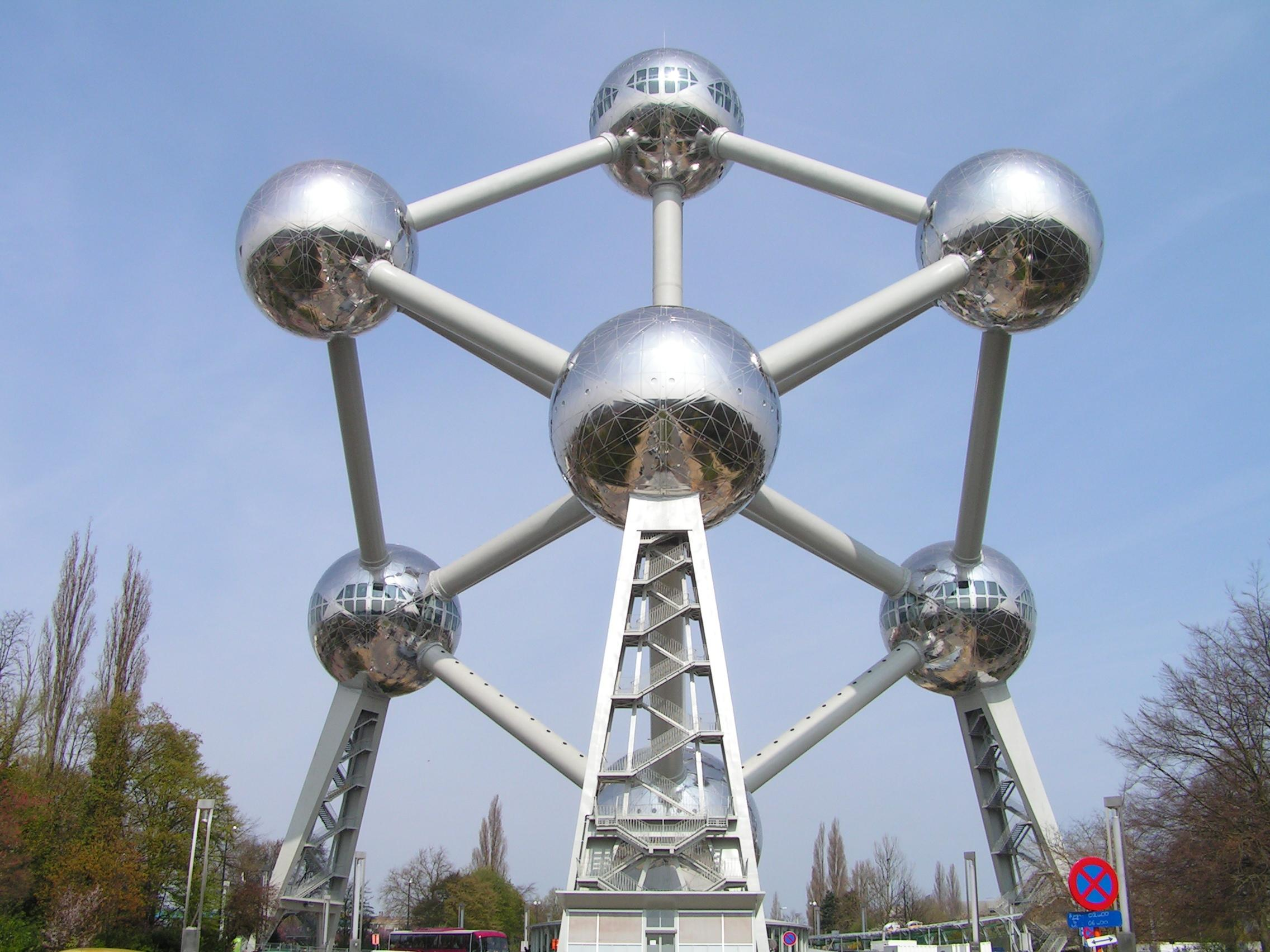
Atomium byggdes till Expo58.

Expo 58 var en världsutställning i den belgiska huvudstaden Bryssel. Den hölls den 17 april till den 19 oktober 1958 i Heysel. Det var den tolfte världsutställningen som ägde rum i Belgien, och den första efter andra världskriget (den senaste hade hållits i New York 1939). Mer än 42 miljoner människor besökte utställningen, som invigdes av kung Baudouin och inleddes med en uppmaning till fred och social och ekonomisk utveckling.

## Historia
Expo 58 var den fjärde världsutställningen som arrangerades i Bryssel. 1935 hade man framgångsrikt arrangerat en världsutställning och nu knöt man an till den. 1948 beslöt Belgiens regering att arrangera en världsutställning som var tänkt att äga rum 1955. Arbetet tog fart 1951 när näringslivsdepartementet startade planeringen. 1952 beslöt man att senarelägga utställningen till 1958. 1954 började de första byggnaderna att byggas. Paul-Henri Spaaks regering såg utställningen som en viktig del i strävan att bli centrum för det europeiska samarbetet som började ta form. Det innebar stora satsningar på stadens infrastruktur. Det kända Atomium byggdes inför denna utställning.
Utställningsområdet ligger i stadsdelen Laken sju kilometer från Bryssels innerstad på den parkliknande Heyselplatån där även Heyselstadion ligger. Man utgick från det område som använts för 1935 års världsutställning och de mässhallar som byggts då. För områdets generalplan och indelning i sektioner ansvarade Marcel van Goethem. I den tidigare kungliga parken i den södra delen lades den internationella sektionen med enskilda länders paviljonger. I centrum av detta område återfanns USA:s, Frankrikes och Sovjetunionens paviljonger. Till detta område gränsade västerut Belgiens kolonialutställning (Kongo) och norråt Belgiens del. På området fanns även en sektion med internationella organisationer som Förenta nationerna, Europarådet, EG och Benelux-samarbetet. Det belgiska området var indelat i nio olika temaområden. På utställningen deltog även 30 storföretag däribland IBM, Coca-Cola, Solvay S.A., Côte d’Or och Kodak.
Vid utställningen deltog 48 nationer och sju internationella organisationer tillsammans med omkring 30 firmor. Totalt rörde det sig om 4645 utställare. Över 40 miljoner besökte utställningen. Under utställningsperioden ägde 426 kongresser, olika utställningar och konserter rum med internationellt deltagande. Mässan finansierades av den belgiska staten och gick med vinst med 41 miljoner belgiska franc.